# Antoine-Jean-Baptiste Thomas
Antoine-Jean-Baptiste Thomas (Parigi, 31 ottobre 1791 – Parigi, 1833) è stato un pittore francese.

## Vita

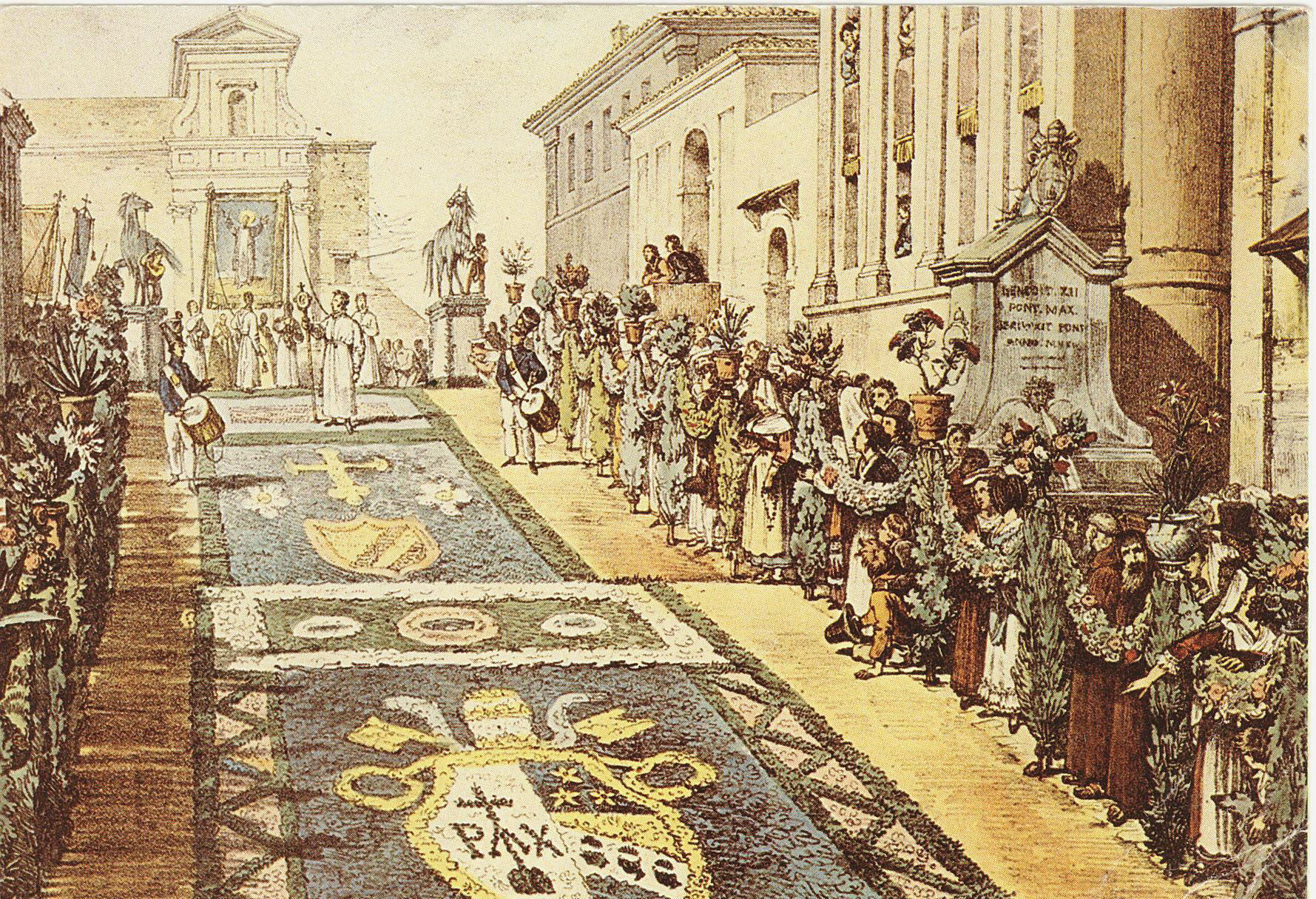
Infiorata di Genzano del 1817

Le notizie sulla vita e le opere di Thomas sono molto scarse. Nel 1816 vinse il Prix de Rome per la pittura e venne pertanto accolto all'Accademia di Francia a Roma dal novembre 1816 al dicembre 1818. Dal soggiorno romano Thomas trasse motivo per un volume in folio Un an à Rome et dans ses environs pubblicato a Parigi nel 1823. Morì a Parigi nel 1833 o nel 1834.

## Opere

### Dipinti
- Christ chassant les vendeurs du Temple (Chiesa di Saint-Roch a Parigi)
- Achille de Harlay résistant aux menaces de Bussy-Leclerc (Consiglio di stato, Parigi)
- La Journée des Barricades (Consiglio di stato, Parigi)
- La Procession de Saint-Janvier à Naples
- L'Ermite cherchant un asile dans un temps orageux

### Un an à Rome et dans ses environs
è un'opera composta da 46 pagine di testo e 72 litografie a colori aventi per oggetto gli scene e costumi della Roma durante il periodo in cui l'artista vi risiedette, durante il regno di Pio VII. Gli argomenti, in numero di 71, sono disposti secondo lo svolgimento nel corso dell'anno (dalla "Benedizione del Bambino all'Aracoeli" il primo gennaio, alla "Befana", chiusura delle feste natalizie). A ciascun capitolo è legata una litografia riprodotta nella seconda parte del volume.